# ブルクザラハ
ブルクザラハ (ドイツ語: Burgsalach) は、ドイツ連邦共和国バイエルン州ミッテルフランケン行政管区のヴァイセンブルク＝グンツェンハウゼン郡に属す町村（以下、本項では便宜上「町」と記述する）である。この町はネンスリンゲン行政共同体に属している。

## 地理

### 位置
この町は、西ミッテルフランケン地方ヴァイセンブルク＝グンツェンハウゼン郡の北東部に位置している。ブルクザラハは中低山地フレンキシェ・アルプの一部であるヴァイセンブルガー・アルプの高台にあり、リーメスの間近にある。ローマ帝国ラエティア属州の北の国境であったレティシャー・リーメスは高台を横切っている。リーメス後期の小城であるブルクザラハ城は、北アフリカにのみ類例が遺る特殊な建物であるとされている。この城の基礎壁、かつての石造りの見張り塔の基礎、後の時代に造られた木造の見張り塔はローマによる支配の証拠である。
この町を流れる数少ない川の一つであるアンラウター川が北東部を流れている。町域内でアシュバッハ川がこの川に注いでいる。ブルクラハで州道2227号線と2228号線が合流する。ブルクザラハの南にヴィルトハウ森林地区、北にビュッヘルベルク山がある。

### 隣接する市町村
ブルクザラハは、北はベルゲン、東はネンスリンゲン、南東はライテンブーフ、西はヴァイセンブルク・イン・バイエルン、北西はエッテンシュタットと境を接している。

### 自治体の構成
この町は3つのゲイマインデタイル（小地区）からなる。
- ブルクザラハ
- インデルンブーフ
- プフラウンフェルト

## 歴史

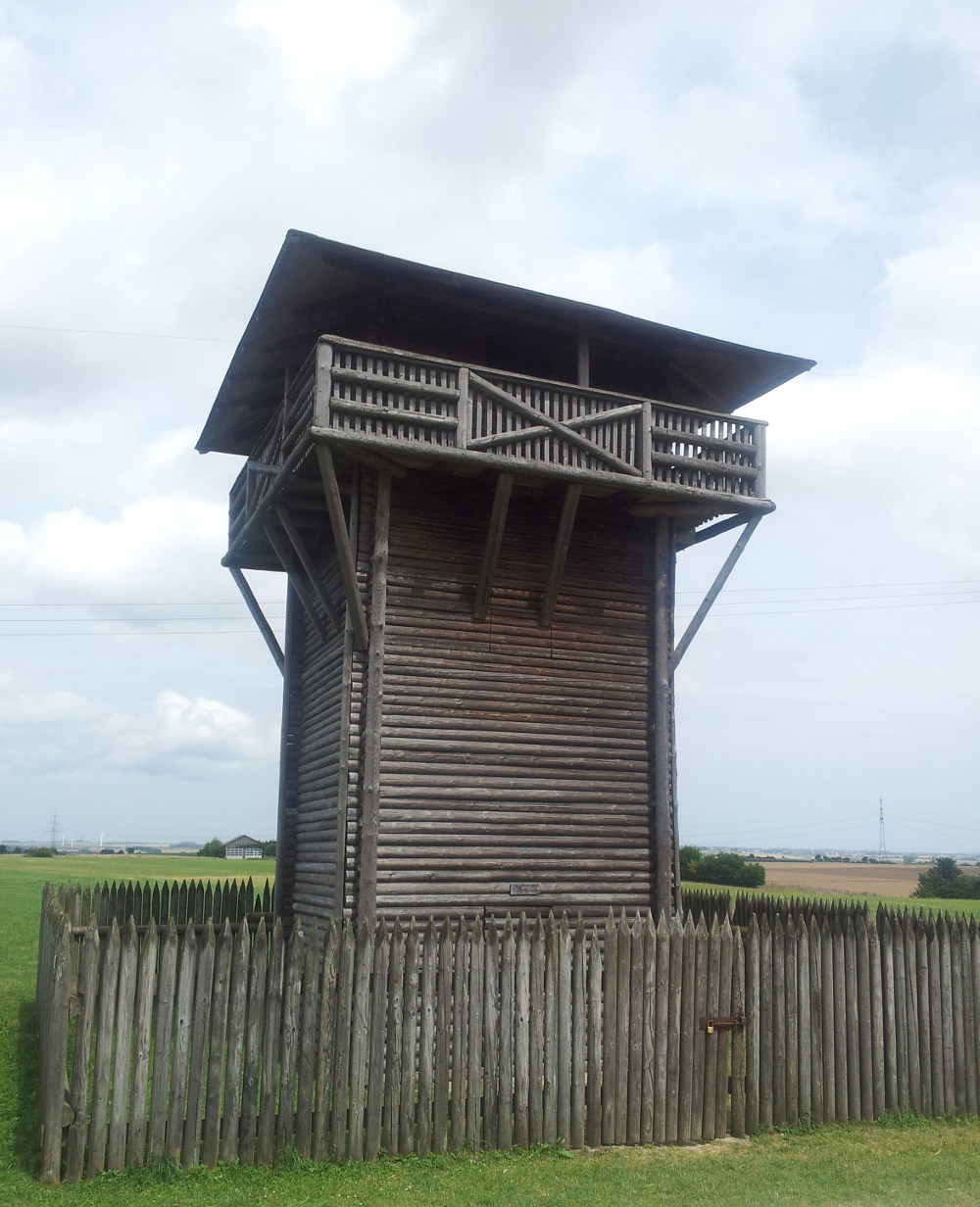
復元されたリーメスの見張り塔

### 自治体成立まで
アンスバッハ侯領とシェンク・フォン・ガイエルン家がこの集落の領主権を分け合っていた。1796年にプロイセンがガイエルンの権利を奪取した。1806年2月のパリ条約でブルクザラハは、1792年にプロイセンが獲得したアンスバッハ侯領とともに、フランケン地方の他の地域と同様にバイエルン王国領となった。バイエルンの行政改革に伴う1818年の自治体令により、当時の自治体ブルクザラハが成立した。

### 町村合併
1971年1月1日に、それまで自治体に属さない地域であったライテンブーフの森が廃止され、北側の小さな部分、94 ha がブルクザラハに編入された（南側部分はライテンブーフに統合された）。1971年7月1日にインデルンブーフがブルクザラハに合併した。プフラウンフェルトは1978年5月1日に自主的にこれに加わった。

### 地区史

#### ブルクザラハ地区
かつては Salach（ザラハ）と表記されていた。アイヒシュテット司教グンデカール2世によって教会が聖別された1070年に初めて文献に記録されている。1281年にコンラートおよびハンリクス・フォン・ザラハがザラハの教会守護権をヴュルツブルク修道院に譲渡した。1545年にこの村はシェンク・フォン・ガイエルン家に属した。1551年にこの村はザラハ・バイ・ライテンブーフと呼ばれていた。城館は1744年に校舎の基礎壁の上に建設された。1913年に電気が引かれ、1951年に水道が設けられた。

#### インデルンブーフ地区
この集落は、地名が示す通り「森の中」(im Waldesinnern) に、おそらく12世紀に建設された。おそらく最初の文献記録は1119年で、Unnternpuch と記述されている。当時インデルンブーフの農場からの収穫はアイヒシュテットの教会に寄贈されていた。この収入により1473年に集落の中心に教会を建設する資金ができた。この教会は1674年に落雷によって破壊された。現在この場所には小さな鐘楼付きのバス停留所がある。

#### プフラウンフェルト
日付が確かな最初の記録は、1179年にベルヒテスガーデンに寄進された所領 Wicpert von Pfrumveld である。三十年戦争でこの集落は教会を遺して完全に破壊された。1693年から1863年まで鉱石の採掘が行われていた。採掘された粒鉄鉱はオーバーアイヒシュテットで精錬された。かつての坑道の位置口は現在も識別できる。1910年に集落の中央に住民たちが建てた教会では18世紀に坑夫たちが行ったパレードの旗竿を見ることができる。

## 住民

### 人口推移
- 1961年: 0970 人[6]
- 1970年: 0976 人[6]
- 1987年: 0998 人
- 1991年: 1119 人
- 1995年: 1145 人
- 2000年: 1178 人
- 2005年: 1208 人
- 2010年: 1163 人
- 2015年: 1150 人

## 行政

### 首長
ブルクザラハの町長はフォルカー・ザッツィンガーである。

### 議会
この町の町議会は12議席からなる。

### 紋章
図柄: 左右二分割。向かって左は黒と銀色が5回入れ替わる縦縞（ペイリー）。向かって右は青地に金色の屋根と金色の回廊をつけた銀のリーメスの塔。
紋章の由来: ブルクザラハの町域をローマ時代のリーメスが通っている。ここには特に興味深い、ブルグスと呼ばれるローマ時代の防衛施設もあり、紋章のリーメスの塔はこれを表している。5回入れ替わる縦縞は、かつてこの集落を収めていた貴族ザラハ家の紋章から採られたものである。

## 文化と見所

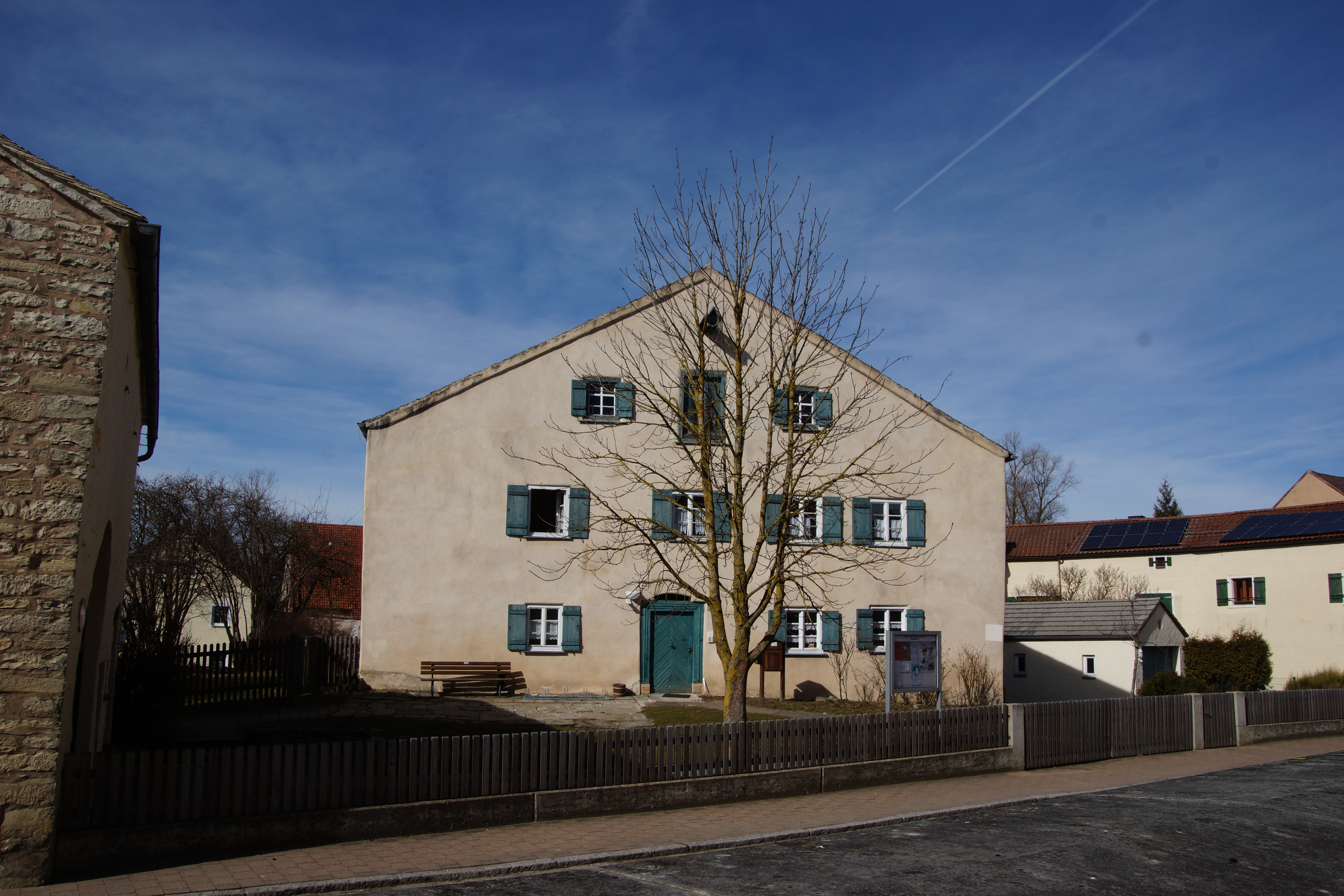
ブルクザラハの牧師館

### 建築
- 牧師館（ブルクザラハ地区）

## 経済と社会資本

### 経済
公式統計によれば、2020年にこの町で働く社会保険支払い義務のある就労者は147人、このうち製造業に従事する者は105人、商業および交通業分野は10人であった。この町に住む社会保険支払い義務のある就労者は合計520人であった。また、2016年には42軒の農家があり、農業用地の面積は 1365 ha、このうち 1060 ha が農耕地、304 ha が牧草地などの緑地であった。

### 通信

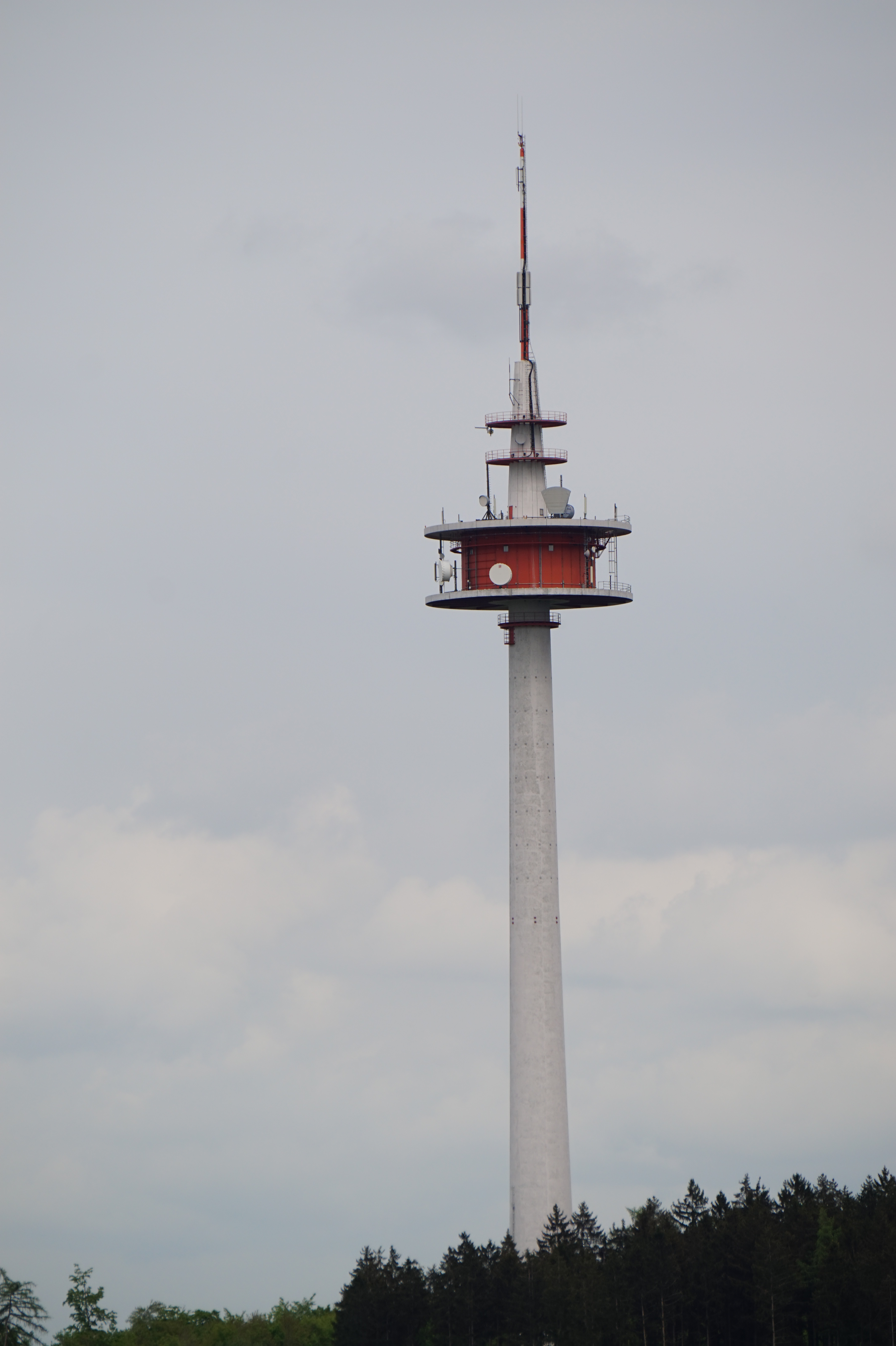
通信塔

インデルンブーフの東に、高さ 158 m の鉄筋コンクリート製のドイツ放送塔 GmbH (DFMG) の通信塔がある。

### 交通
ブルクザラハ近郊をドイツ・リーメス遊歩道の一部であるリーメス遊歩道が通っている。

### 教育
1999年時点で以下の施設がある。
- 幼稚園 1園: 2021年現在、定員53人に対して51人が在籍している[14]。

基礎課程学校は2013年に閉校になった。

## 関連図書
- Johann Kaspar Bundschuh (1799). “Burgsalach”. Geographisches Statistisch-Topographisches Lexikon von Franken. Band 1: A–Ei. Ulm: Verlag der Stettinischen Buchhandlung. p. 510 2022年4月29日閲覧。